# Menhir d'Ussano
Le menhir d'Ussano (en italien : menhir di Ussano) est un menhir datant du Néolithique ou de l'Âge du bronze situé près de Cavallino, commune de la province de Lecce, dans les Pouilles. Il a aujourd'hui l'aspect d'une colonne. 

## Situation
Le menhir, isolé, se trouve à Ussano, un hameau aujourd'hui abandonné situé à proximité de la Strada provinciale 349, à la limite communale entre Cavallino et San Donato di Lecce.

## Description
Taillé dans le calcaire local, la pierre de Lecce (it), le monolithe mesure 2,50 m de hauteur ; il a une base quadrangulaire d'environ 0,41 m × 0,32 m.
Le menhir fut par la suite sculpté en forme de colonne.

## Histoire
Le menhir fut étudié au début du XXe siècle par le scientifique italien Cosimo De Giorgi (en).